# Río Puca
El río Puca es un río en la vertiente del Pacífico de Ecuador. Es un afluente del río Daule. Nace en la cordillera Puca que forma parte de la Cordillera Chongón Colonche y es uno de los ríos más importantes del cantón Olmedo.

## Afluentes principales

### Por el margen izquierdo
Guayjil, El Calvo, El Pescado, en cuya boca se encuentra la cabecera cantonal de Olmedo, Boquerón, Don Pablo, Estero Chico, Villegas y Chicompe.

### Por el margen derecho
Zapote, El Mate, Navas, Canoa, Estero Bravo, Briones, Zapotal.